# Дом, где родился и жил О. В. Кошевой
Дом, где родился и жил О. В. Кошевой — памятник истории местного значения в Прилуках. Сейчас в доме размещается историко-мемориальный музей Олега Кошевого.

## История
Решением исполкома Черниговского областного совета народных депутатов от 31.05.1971 № 286 дому присвоен статус памятник истории местного значения с охранным № 158 под названием Дом, где родился и жил Герой Советского Союза О. В. Кошевой в 1926-1932 гг..

## Описание
Дом построен в 1898 году Г. Ф. Кошевым — прадедом Олега Кошевого. Одноэтажный, деревянный на кирпичном фундаменте, облицованный кирпичом, прямоугольный в плане дом, с четырёхскатной крышей. К восточной фасадной стене пристроена деревянная веранда. 
В этом доме родился в 1926 году и провёл детские годы до 1932 года с родителями Олег Васильевич Кошевой — Герой Советского Союза. До 1975 года дом принадлежал семьей Кошевых. В 1978 году преобразован в историко-мемориальный музей Олега Кошевого (с 1982 года народный). Из фондов Прилукского краеведческого музея ему было передано около 15 тысяч экспонатов, в том числе личные вещи Олега Кошевого, документы и фотографии семьи Кошевых, большая коллекция писем, телеграмм, открыток, присланных матери Олега с разных концов планеты.
В 1978 году на фасаде дома установлена мемориальная доска (бронза). В 1979 году во дворе усадьбы установлен памятник Олегу Кошевому — памятник монументального искусства.